# Duszniki (gromada)
Duszniki – dawna gromada, czyli najmniejsza jednostka podziału terytorialnego Polskiej Rzeczypospolitej Ludowej w latach 1954–1972.
Gromady, z gromadzkimi radami narodowymi (GRN) jako organami władzy najniższego stopnia na wsi, funkcjonowały od reformy reorganizującej administrację wiejską przeprowadzonej jesienią 1954 do momentu ich zniesienia z dniem 1 stycznia 1973, tym samym wypierając organizację gminną w latach 1954–1972.
Gromadę Duszniki z siedzibą GRN w Dusznikach utworzono – jako jedną z 8759 gromad na obszarze Polski – w powiecie szamotulskim w woj. poznańskim, na mocy uchwały nr 35/54 WRN w Poznaniu z dnia 5 października 1954. W skład jednostki weszły obszary dotychczasowych gromad Duszniki, Młynkowo i Zakrzewko ze zniesionej gminy Duszniki w tymże powiecie. Dla gromady ustalono 23 członków gromadzkiej rady narodowej.
1 stycznia 1960 do gromady Duszniki włączono obszar zniesionej gromady Niewierz w tymże powiecie.
1 stycznia 1962 do gromady Duszniki włączono obszar zniesionej gromady Podrzewie oraz miejscowość Kunowo ze znoszonej gromady Sędziny w tymże powiecie.
Gromada przetrwała do końca 1972 roku, czyli do kolejnej reformy gminnej. 1 stycznia 1973 w powiecie szamotulskim reaktywowano gminę Duszniki.